# ンタナーラのサキシマスオウノキ群落
ンタナーラのサキシマスオウノキ群落（ンタナーラのサキシマスオウノキぐんらく）は、沖縄県石垣市にある国の天然記念物に指定された、サキシマスオウノキの群落である。

## 解説
サキシマスオウノキはアオイ科サキシマスオウノキ属の常緑高木であり、日本では奄美大島龍郷町西原以南を北限として、南西諸島に分布する。同種の果実は長径 3-6 cm 程度であり、外皮は硬く、内部には空隙の多い構造をしている。ゆえに、果実は水によく浮き、長期間の漂流にも耐える。通常、サキシマスオウノキの分布域は海岸部に限定される。潮汐の達する潮間帯湿地において、マングローブ後背林として群落を形成することもしばしばである。
ンタナーラのサキシマスオウノキ群落は、沖縄県石垣市のンタナーラの森にある。同群落は、石垣島中央北部の桴海於茂登岳東麓部を源流とするンタナーラ川と、於茂登トンネル（沖縄県道87号富野大川線）の南出口が交わる地域周辺に位置するが、この地点は海岸から 9 km 以上、標高は 60 - 100 m に及んでいる。同地にサキシマスオウノキが分布する理由は定かではないが、寺田ほか (2015)は同群落の標高が石垣島の海成段丘面がしめす旧汀線の標高とおおむね一致することや、津波の遡上効果により種子がンタナーラの森まで達した可能性、ンタナーラ川下流域にもサキシマスオウノキが個体としてはみられることから、かつては海岸から連続して分布していたものが植生変化により隔離分布となった可能性などを指摘している。
「ンタナーラ」という地名は八重山語石垣方言で「粘土の川」といった意味になり、ペルム系の地層であるトムル層および漸新世の花崗岩層が破砕され、沖積層となっている同地の地質を反映するものである。ンタナーラの森には山地性の自然林が発達しており、乾燥した尾根筋や斜面にはケナガエサカキ - スダジイ群集、やや湿潤な斜面下部や谷部にはオキナワウラジロガシ群集が形成されている。また、崩壊地には二次林としてヒリュウシダ - モリヘゴ群集が形成される。サキシマスオウノキ群集は河川沿いの不安定な崩壊地の、湛水のある過湿な環境に群落を形成している。
ンタナーラのサキシマスオウノキ群集においては、サキシマスオウノキが優占するほかギランイヌビワ・アカメイヌビワ・アカギなどが林冠を形成する。また、ハブカズラ・シマオオタニワタリ・トウツルモドキ・ツルアダン・サカキカズラといった着生植物の被度も高い。ンタナーラの森をふくむ渓流型のサキシマスオウノキ群落を調査した寺田ほか (2015)によれば、ンタナーラのサキシマスオウノキ群集は比較的多様な森林種をふくむホウビカンジュ亜群集に分類され、場所によって65種前後の構成種からなるアカハダノキ変群集と45種前後の典型変群集に識別される。

### 発見と登録
ンタナーラのサキシマスオウノキ群落は、天野鉄夫と前津栄信により、1981年にはじめて報告された。海岸から離れた渓流沿いにサキシマスオウノキの群落が発達している例は珍しく、学術的に重要であることから、2015年11月20日に文化審議会により答申がおこなわれ、2016年3月1日に天然記念物に指定された。